# 湘语
湘语（新湘语长沙话：/ɕiæ̃334 y42/；老湘语娄底话：/siɔŋ44 ny42/），又称作湘方言，有时也被泛称为湖南话，是汉藏语系汉语族的一门语言，是生活在中国洞庭湖、湘江、资江流域一带的湖湘民系使用的母语。现在，湘语使用者主要分布在湖南的大部分地区，包括长沙、湘潭、株洲、益阳、岳阳、娄底、衡阳、邵阳、怀化、永州等，以及广西壮族自治区的东北角一带。
湘语是汉语的一支。若視漢語為“漢語族”的話，則湘語為一種單獨的語言，而湘語內部可以劃分出數支不同的湘語方言。無論如何劃分，湘語的地位都跟官話、吳語、粤语、闽语、晉语、客语、贛语等相同，要麼同為漢語之下的一級方言，要麼同為漢語族裡一種單獨的語言。
1996年，全球以湘语为母语的人数约为3600万人，以使用者人口排名位居世界第28名，在汉语方言中有一定影响力。至2010年，湘语的使用人口约为3800万人，佔汉族人口的3%左右，是世界上使用人口第33多的语言。包括湘语在内的湖南方言在中国国内传媒上有限制，在中国境外更没有得到有效传播。湖南的娱乐传媒业发达，但基本以普通话为主。湖南卫视的节目中偶尔会夹杂些许长沙话。湖南省内的一些电视台有少数节目和电视剧带有湘语或全部用湘语，如湖南经视的“越策越开心”（普通话掺杂大量长沙话的娱乐脱口秀）、“一家老小向前衝”（以新湘语为主打的湖南方言类电视剧）、“逗吧逗把街”（以湘语为主打的、夹杂闽南话、粤语等语言的电视剧）。
由于历史或移民原因，湘语在陕西南部、安徽南部、四川东北部以及贵州南部的局部地区亦有零星分布。
近年来，以柯蔚南为代表的历史语言学者主张湘方言不是一个分类学意义上的群组。但之后也有研究认为可以找到湘语的共享创新，并在此基础上定义一个分类学意义的湘语。

## 形成

### 先秦楚言

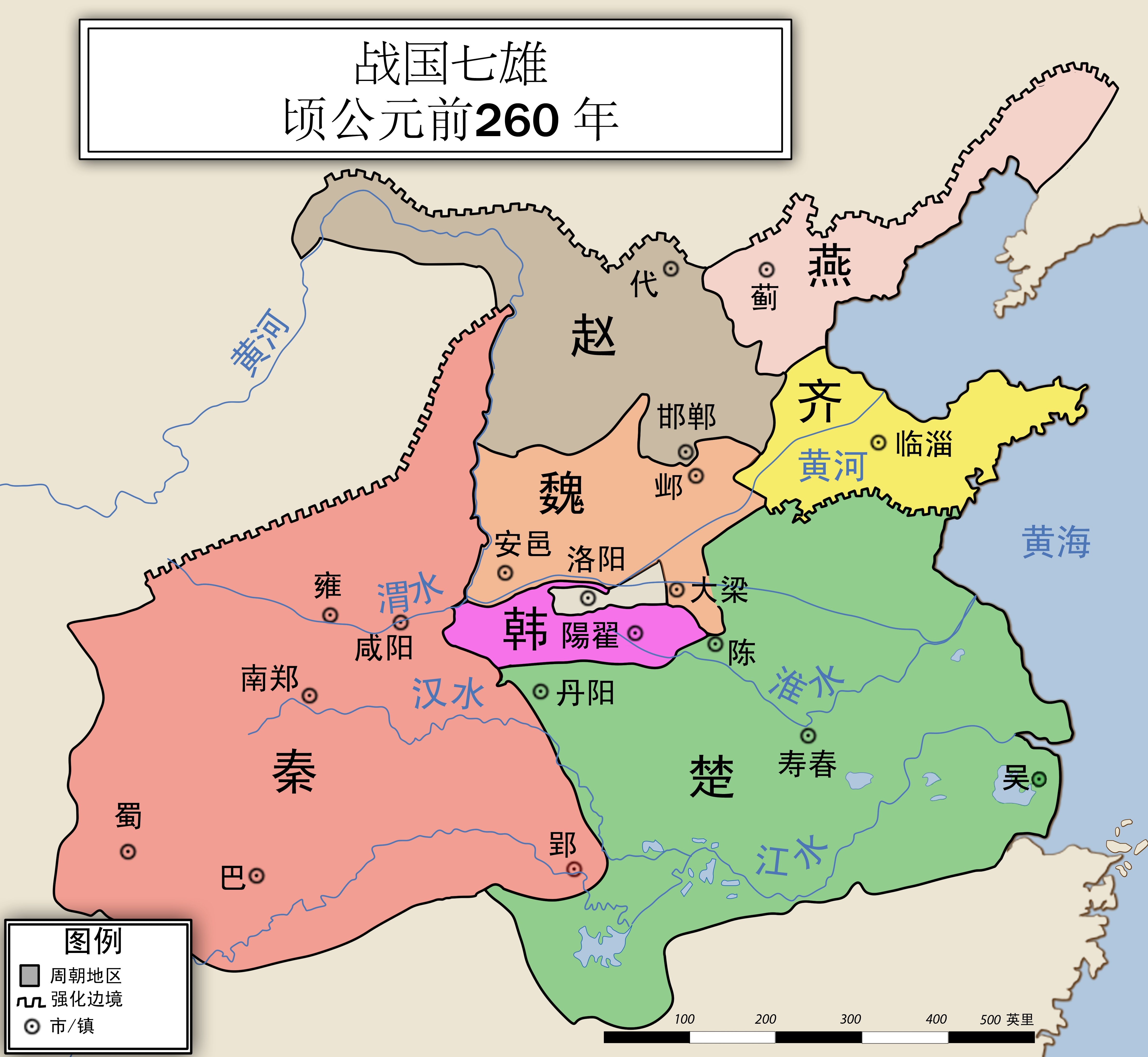
戰國形勢,展示楚國範圍

先秦时期流行于楚地的楚語，是湘语可追溯最古老的源头。古楚语的具体面貌今已不可考证，但它是湖南及湘水流域的汉人最早使用的语言。“楚言”一词最早见于《左传》，说明楚地方言至少在春秋晚期就已经形成，与当时的中原雅音夏言有别。楚国兴起于汉水源头并长期活跃于江汉平原，并定都于郢（今湖北省西部）。在战国时期，古楚语随着楚国的兴盛，通过征服百越部落一支杨越并大量移民而进入湖南。在春秋战国时期，楚语与中原华夏语有相差大的差异，同时楚语与当时的齐语，越语也存在区别。《礼记》：陈或作陵，楚人声……楚人呼陈及陵声相似，故云楚人声。
董同龢先生在《与高本汉先生商榷自由押韵兼论上古楚方言特色》中,根据《老子》用韵与《诗经》歧异而与楚辞契合的地方归纳出四条上古楚方言的特点，其一就是真耕通押（in/iŋ），另还有东阳通押（oŋ/aŋ），之幽通押（jɯ/ɯw），鱼侯通押（a/o）。董先生说：“真耕通叶的用例，从《老子》到屈宋的作品，再到西汉初楚词作家的作品内逐渐增加的。”此外词汇上很多特色之处。《左传·宣公四年》在解释楚国令尹子文名字时说：“楚人谓乳穀，謂虎於菟，故命之曰鬥穀於菟。”這說明古楚語不僅在語音上與中原汉语有较大的差别，词汇上也有许多独特的地方。如《楚辞》中的语辞“兮”、“些”則可視為古楚語在語法上和特徵。孟子在《孟子·滕文公上》中讥讽楚人许行说话如鸟语，暗示中原语和楚地语言有巨大的差别。多数专家都认为古楚語包括湖北，湖南和长江中游南岸一带，在一定意义上可以说是今天湘语的前身。

### 汉代南楚语
秦统一中国之后，实行郡治，分设长沙郡和黔中郡，而长沙郡的范围也深刻地影响了今天现代湘语的版图，对于湘语的传播，发展和维护其内部的一致性，无疑地起到了相当重要的作用。而古楚语与少数民族杂糅产生的南楚语则是古湘语最早的源头。南楚语最早在西汉杨雄的《輶轩使者绝代语释别国方言》（简称《方言》）出现，并多与“江、湘”等并举。“南楚江湘”看作上古时期的—个方言群或土语群，是“楚语”的嫡系或支系，同时也是吴语的近亲。《史记·货殖列传》云：“衡山，九江，江南豫章，长沙，是南楚也。”南楚大概包括今天的湖南、江西大部以及湖北、广东、广西的部分地区。南楚语的词汇一部分吸收成为汉民族共同语，而一部分则保留在湘方言中，比如：“湘沅交界呼儿为崽”，此用法依然在湘方言口语中。南楚语可以说是古楚语在秦汉时期湖南境内与湖南的土著民所操的语言糅合形成的语言，应该说，在“南楚语”的阶段，湘语的发展已经基本成型，如果说要从现代湘语的角度出发来命名一个“古湘语”的话，可以把“南楚语”称作“古湘语”。在两汉时期，湖南依然以少数民族繁杂，势力非常强大。
汉族以今长沙为中心的湘江中下游地区。所以古湘语和少数民族语言长期共存，并不断通过小规模移民向非汉语地区扩散。秦汉时代整个湖南地区的广阔腹地仍然是古苗族、瑶族民族的居住地或未经开发垦殖的原地，其间可能还零星散布着一些汉族移民点。长沙在王莽建立新朝时期改名为填蛮郡，说明甚至在当时的长沙，苗、瑶少数民族势力也非常强大。历代北方的战乱，湖南地区接受了一次又一次的移民，因而人口激增，从元始二年至永和五年138年间，长沙郡人口从23万增至105万，零陵郡从14万增至100万。正是这一波又一波的移民运动，使得古湘语扩散开来。

### 中古湘语
楚语在唐代有一定的独立性，自身特色比较明显。唐人往往将吴、楚并提，“旃裘吴地尽，髫荐楚言多”、“本吴风俗剽，兼楚语音伧”；亦以“蛮”、“譌”等字眼形容楚地言语,“吏体庄生傲,方言楚俗譌”、“潮满江津猿鸟啼,荆夫楚语飞蛮桨”。可见,在唐人看来，唐时楚语与北方通语间差异较为显著，大致可以算作独立的方言区。同时又由于唐代有大批中原移民涌入湖南，冲击湖南的语言面貌。而五代之前，湖南人也多是来自北方的中原移民。移民带来了相当数量的古汉语词汇，在一些湘方言点保留，如老湘语娄双小片的“行/行路”表示现代汉语的“走”，而“走”则是快跑，其它如辰溆片表示玩耍的“嬉[xai]”，长益片表示拔草的“薅[xau]”等。

虽然接受了大量的移民，但同时也显示出自身的特色。根据敦煌出土的隋初版本《楚辞音》残本来看，中古汉语的麻韵字[a]楚人读为近似于鱼模韵[uo/io]是最明显的特色，而下江则无此特征，即“下[ɣa]：楚人音户[ɣuo]”，“马[ma]：亡古反[muo]。这同时也是现代湘语的一个重要特点。其他一些现代湘语的特征也在唐宋时代出现，如唐晚期到宋代湖南诗人及词人用韵反映出中古三套阳声韵尾（伞n/三m/桑ng）混同，如“山n岚m鉴m关n帆m断n”押韵。而阳声韵相混也多于诸多例证如，江西词人孙奕《示儿编》中记载：荆南士人“南[nam]读为难[nan]，荆[kieŋ]读为斤[kien]”，这一特征与现代的湘方言极为相似。其次入声韵尾[-k]、[-t]的弱化与消失，此点在《楚辞音》中亦有少数例证，此点可能与湘语绝大多数点无塞尾入声有一定的相关。其次湘语的“浊上归去”正处于初始阶段，但并未普遍出现，而部分浊上读上声依然保留在东安土话中。尤侯部唇音字基本不入鱼模，这一点在现代湘语众多方言点中有保留，如长沙方言的“浮[pau]，阜[xou]，亩[mou]，否[xou]”等字的韵母皆不为[u]，但在老湘语双峰话中保留得最为完整，展示湘语尤韵三等唇音字不入鱼模的例子：
| 尤韵三等字 | 长沙城区 | 湘潭城区 | 益阳城区 | 湘乡城关 | 双峰梓门桥 | 双峰荷叶 | 邵阳城关 | 邵阳城步 | 东安花桥 | 江永桃川 |
| ---------- | -------- | -------- | -------- | -------- | ---------- | -------- | -------- | -------- | -------- | -------- |
| 浮biu      | pau      | pau      | bau      | bau      | bʏ         | bau      | bau      | bau      | bei/bəu  | pau      |

### 近古湘语
近古湖南方言的格局影响了现代湘语的局面，移民深刻地影响现代湖南方言的布局，比如接受北方移民最多的是湘北地区，其次是湘西地區，与今天的湘西北和湘西地区成为官话区不无关系。元代湖北、湖南受戰亂的影響，人口大減，地廣人稀，而江西則相對穩定。因而元末明初大量江西移民进入湖南，此时湖南人多从江西东来，如湘东一带的醴陵在宋代还是讲楚语（湘语）的，而在明代就已经成为赣语区域。江西移民主要集中在湖南东部，以及今天的湖南中西部的邵阳和新化部分地区。江西移民深刻影响了湖南的方言格局，赣语不仅影响了湘语（并从中划出了新湘语），而且现代湖南靠近江西的东部交界地带平江、浏阳、醴陵、攸县等地都被划归为了赣语区，此外，衡阳地区的常宁、耒阳的赣语区也是江西赣语移民带入的。明清时期，湖湘移民开始向四川移民，并在四川形成一些方言岛，四川人称之为老湖广话。明初亦有大量的江西人进入湖南，当时移民主要进入的是今天的怀化、岳阳、长沙、株洲、湘潭、衡阳等地。这些地方是湖南经济最发达的地区，但长沙湘潭等地虽然也是人口重建式移民区（移民人数达到80%以上），却没有形成赣方言的聚集区。周赛红认为可能由于本地人经济比较强势，于是赣语与本地人原来使用的方言糅合成了新湘语。但移民语的影响渗透在语音、语法以及语汇中，湘语特别是新湘语与赣语的关系密切。亦有专家认为长沙等地的新湘语是由老湘语侵蚀赣语形成，存在争议。
近古湘语的一些重要的特征已经显现，如浊入送气（清代的宁乡县志:呼白[bak]为派[pʰai]），入声尾彻底消失（清乾隆长沙县志:吉曰季，郁曰又，佐曰作），庄组不读翘舌音（如杉为山），ai读ei（泸溪县志：呼豆为玳，呼楼曰来，呼头曰台）。另外受到明清官话的影响，湘语特别是新湘语中在有相当数量的明清白话词汇，如“学舌”、“后生”、“落钱（克扣）”、“落脚货（边脚料）”、“喫（吃）”、“望头（盼头）等。

### 近代湘语
明清时期的湘语的范围已经基本形成，并通过自然地理环境与历代行政区划扩散。例如广西全州、兴安、灌安、资源，由于自秦汉以来曾经有相当长的时期属于湖南管辖，而且影响较大的全州直到明代才脱离以长沙为中心的，因此全州等地的方言依然保留着古老湘语的特征。此外，湘语也随着明清时代移民进入四川，清前期大批的湘人为了避开兵灾与水灾进入川西山区，正因此，湘人聚居在远离城市和边远山区，湘语特色保留到今天。在陕西汉中也由于明清移民有湘语点分布。以“床”字为例展示现代各地湘语的特征。
| 代表方言点 | 长沙城区 | 湘潭城区 | 益阳城区 | 安化梅城 | 娄底城区 | 湘乡城关 | 泸溪浦市 | 广西灌阳 | 四川乐至靖州腔 | 陕西汉阴 | 貴州晴隆長流話 |
| ---------- | -------- | -------- | -------- | -------- | -------- | -------- | -------- | -------- | -------------- | -------- | -------------- |
| 床         | ʨyan     | ʦɔn      | lɔŋ      | zaŋ      | ʣɔŋ      | ʣaŋ      | ʣuaŋ     | ʣaŋ      | ʦuaŋ           | ʦaŋ      | ʣõ             |

## 地域

### 分布
目前湘语人口4000万，约占汉族人口的3%。湘语处在赣语和西南官话的包围之中，因此在湖南省内湘语区域的边缘地带存在一些湘语与赣语或西南官话的混合方言。湖南的东北角及东部许多地区主要为赣语：宜浏片（岳阳东部和长沙东部一带），吉茶片（株洲相当部分地区），耒资片（衡阳南部和郴州东部一带）。湖南的西北地区，西部和西南部分地区，南部部分城镇通行西南官话：分别是涵盖张家界和常德绝大部分地区的的常鹤片，以吉首市区和怀化市区为中心的湘西片，以及以郴州市区和永州市区为中心的湘南片（这一片与广西北部的桂林的桂柳官话连成一体）。湖南南部的郴州和永州地区有数十种湘南土话，与湘语、赣语和西南官话皆无法互通，其内部差异也较大，主要在湘南的广大乡村地区和部分城镇使用，因此湘南这一带为多种不同方言并行或重叠区域。此外在，在湖南东部的平江、浏阳、攸縣、茶陵、炎陵、桂東和汝城等七县中还有客家话的分布。
湘语的形成与湖南的历史行政区划不无关系，在湖南境内的湘语主要分布在湘江流域、资江流域，沅江中游少数地区以及洞庭湖滨部分地区。此外在广西、四川和陕西等地也有分布，但湖南境外的湘语受到官话更大影响，与湖南省内的湘语大多相去甚远。广西境内主要分布于东北部湘江流域的全州、兴安、灌阳、资源和龙胜部分地区以及周边一些地带；四川境内主要分布于四川盆地中部，点状散布在沱江、涪江、长江和嘉陵江沿岸，包括江油，安县，绵阳，绵竹，三台，德阳等45个县市的局部地区；陕西境内主要分布于安康一带，尤以汉阴县的最为集中，包括陕西南部的汉阴，石泉以及宁陕等地。贵州省除去黔東南與湖南接壤的天柱東部外，尚在西部晴隆普安交接處也有湘语方言島分布。
| 代表方言点 | 长沙湘语 | 益阳湘语 | 湘乡湘语 | 衡阳湘语 | 平江赣语 | 永州湘语 | 江华桥市土话 | 吉首官话 | 郴州官话 | 邵阳城步青衣苗话 | 常德官话 | 资兴湘语 |
| ---------- | -------- | -------- | -------- | -------- | -------- | -------- | ------------ | -------- | -------- | ---------------- | -------- | -------- |
| 茶         | ʦo       | la       | ʣo       | ʦua      | ʣha      | za       | tsa          | ʣa       | ʦha      | da               | ʦha      | ʦho      |

### 分片
湘语分区比较复杂，特别是对于过渡方言的处理。学术界主要有如下划分方式：
- 杨时逢先生1974年在《湖南方言调查报告》中将湘语分布5个区域，由第一类典型的湘语到第五类类似于西南官话的方言层层过渡，但由于分区图零散支离破碎，难于令人满意[40]。

- 日本学者辻伸久1979年在中根据清浊声母保留与否，将湖南方言分成新湘型、老湘型、江西型、北方型四片，一般将后两者看做分别看做赣客方言和官话。[41]

- 游汝杰和周振鹤1983年在《湖南省方言区划及其历史背景》根据52个语音学上的特征项目，选取长沙、绥宁、常德和平江作为代表方言点，利用数学方法将湖南方言划分成湘语北区、湘语南区、赣客语片、西南官话片以及湘语和西南官话混合区等五个区。但由于其选取的特征项目和代表方言点不合理，结果也不尽理想。[42]。

- 1987年出版的《中国语言地图集》根据全浊声母的演变将湘语分为长益片、娄邵片、吉溆片三片，这是21世纪之前最具代表性的湘语划分之一。[43]。

- 2005年，鲍厚星教授与陈晖教授在《湘语的分区（稿）》对于湘语的范围和分区进行了调整，将湘语分为长益片、娄邵片、辰溆片、衡州片、永州片等五片。和先前方案相比，本方案将衡州片从长益片中析出，吉溆片改名为辰溆片，并将永州大部具有全浊不送气和元音高化等湘语特征读的湘南土话和原属于娄邵片的祁阳、祁东及桂北湘语归为永州片。2012年出版的新《中国语言地图集》继承了此种划分方法。[44]

- 周赛红在《湘方言音韵比较研究》通过比较湘语各方言点音韵特征将湘语划分为长益片、娄双片（又可称为湘中片）、邵祁片和辰溆片。本方案将1987年分区的长益片和娄邵片拆分重组：湘中地区的方言成立娄双片，原娄邵片的邵阳、桂北和原长益片的衡阳成立邵祁片。[45]

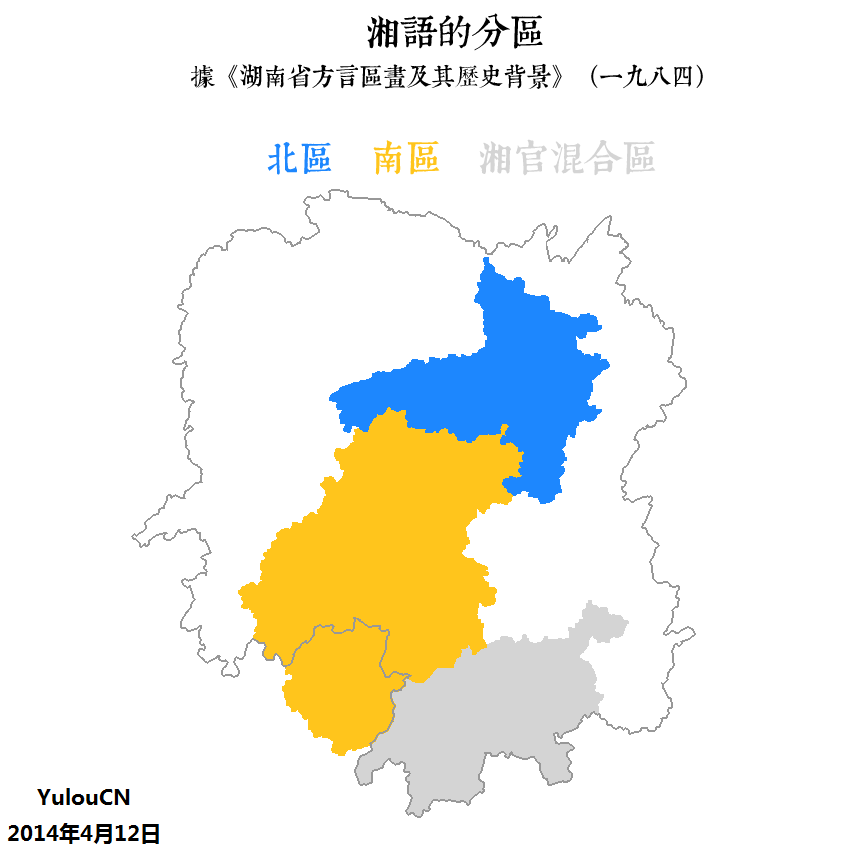
周振鹤、游汝杰《湖南省方言区划及其历史背景》(1984)，灰色部分代表湘南的“官话”
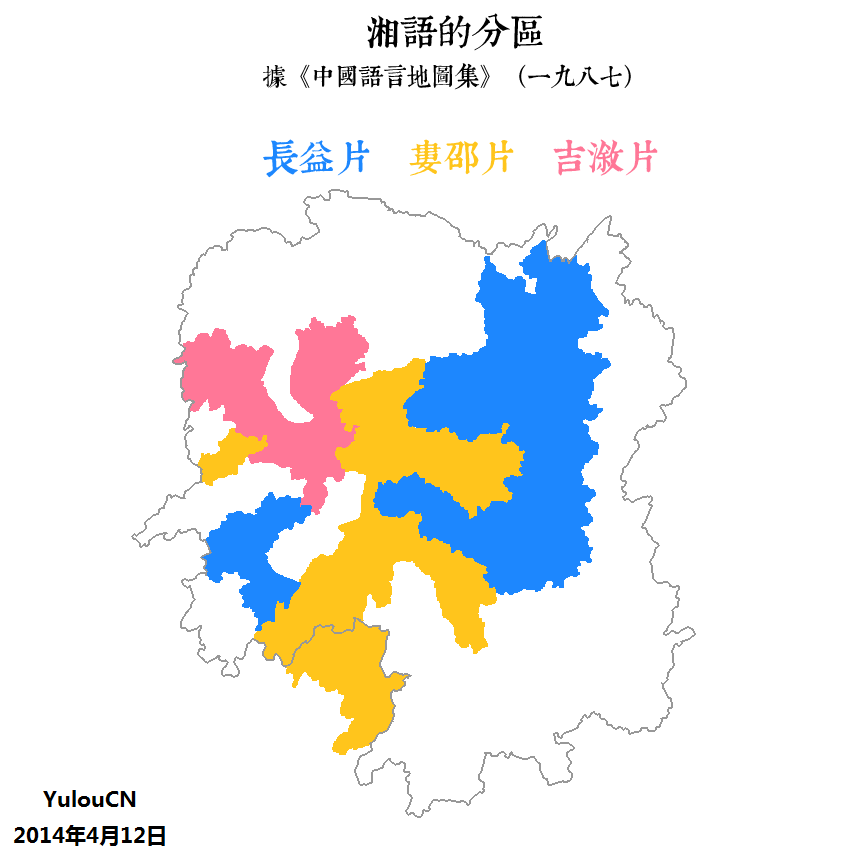
《中国语言地图集》(1987)，吉溆片的缺口部分为乡话
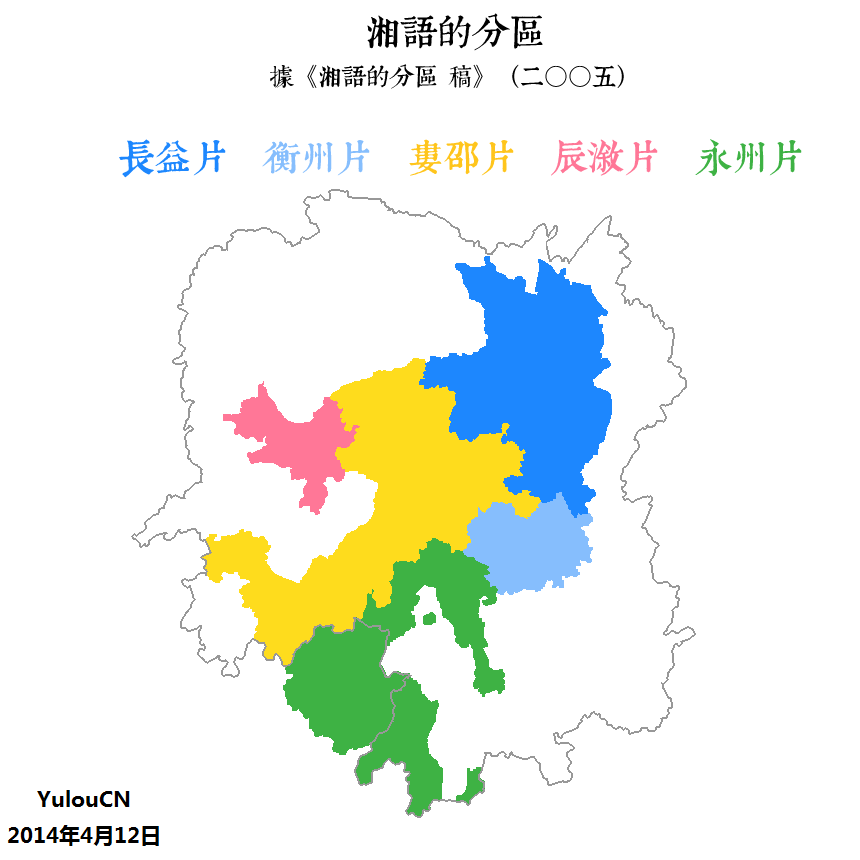
鲍厚星、陈晖《湘语的分区（稿）》(2005)
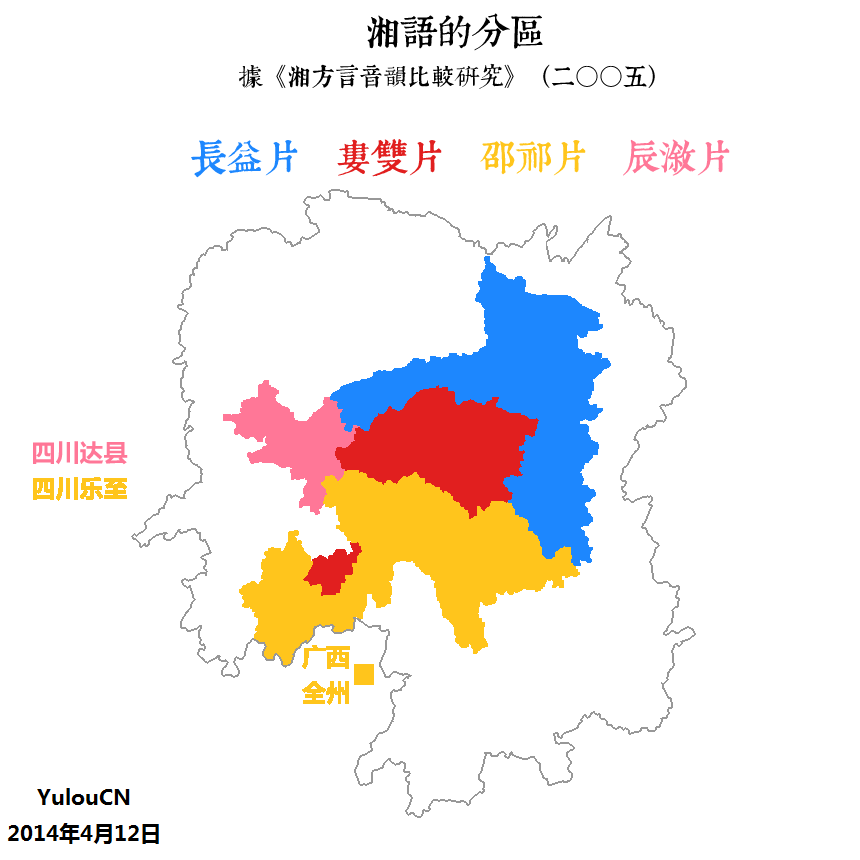
周赛红《湘方言音韵比较研究》(2005)

按《湘语的分区（稿）》的划分方式，湘语区包括：
| 名称   | 特征 | 分布地区 |
| ------ | --- | --- |
| 长益片 | 全浊声母多数清化，并多读不送气清音，多数点有独立入声调                                                   | 又被称为“新派湘语”或“北片湘语”，主要分布在湘江、资江的中下游地区。使用人口约1781万，是当今湘语内部使用人数最多的片区。                                       |
| 娄邵片 | 全浊声母在舒声字保留较好，多数无入声调，古入声字已归并到舒声调类，一些方言点存在元音高化                 | “老派湘语”或“南片湘语”，主要分布在湘中丘陵及原宝庆府、靖州府一带。使用人口约1152万，是当今湘语内部使用人数第二多的片区。有研究将其拆分为娄涟片和祁邵片两片。 |
| 辰溆片 | 古全浊声母舒声字今逢塞音、塞擦音时平声读不送气浊音，仄声（上、去）基本读不送气清音；全浊入声字多数清化。 | 本片主要分布于沅江中游，核心区包括辰溪、溆浦和泸溪三县的大部分地区，湘西州南部和怀化市北部县市方言也时常被划入此片。使用人口约为347万。                      |
| 衡州片 | 古全浊声母多数清化不送气，许多地方有微母读非的现象，具有向赣语过渡的特征。                               | 在早期文献中被归入长益片，本片主要分布于原衡州府的北半部，使用人口约430万                                                                                    |
| 永全片 | 古全浊声母保留较完整，阳声韵白读韵尾失落。该片包括部分具有湘语特征的湘南土话。                           | 在早期文献中分别被归入湘南土话和娄邵片（祁东、祁阳）。此片主要分布于湖南永州大部、两祁地区以及广西北端湘、资两江的源头地带。使用人口约647万                  |

### 主要城市
根据2008年的统计，目前湘语人口主要分布的城市有
| 代表片 | 小片       | 主要城市                                                                     |
| --- | ---------- | ---------------------------------------------------------------------------- |
| 长益片 | 长株潭小片 | 长沙、长沙县、望城、宁乡、湘阴、汨罗、南县、株洲、株洲县、湘潭、湘潭县、韶山 |
| 长益片 | 益沅小片   | 益阳、沅江、桃江、安化、南縣*、漢壽*                                         |
| 长益片 | 岳阳小片   | 岳阳县、岳阳市、临湘                                                         |
| 娄邵片 | 湘双小片   | 湘乡、双峰、韶山*、娄底                                                      |
| 娄邵片 | 涟梅小片   | 涟源、安化*                                                                  |
| 娄邵片 | 新化小片   | 新化、冷水江                                                                 |
| 娄邵片 | 武邵小片   | 邵阳、武冈、邵东、邵阳县、新邵、隆回、新宁、城步                             |
| 娄邵片 | 绥会小片   | 绥宁*、会同、靖州、通道                                                      |
| 衡州片 | 衡阳小片   | 衡阳、衡阳县、衡南                                                           |
| 衡州片 | 衡山小片   | 衡山、衡东、南岳                                                             |
| 辰溆片 | -          | 辰溪、溆浦、泸溪、沅陵、吉首、古丈、花垣、芷江                               |
| 永全片 | 东祁小片   | 东安、祁阳、祁东                                                             |
| 永全片 | 道江小片   | 江永、道州、江华、新田、宁远                                                 |
| 永全片 | 零全小片   | 全州、兴安*、灌阳、资源、零陵、双牌                                          |
| * 该小片方言仅分布在该县（市）的部分地区。 斜体表示该地区通行的方言在有的文献中被划入赣语、客家话和西南官话等其他方言区。 |            |                                                                              |

### 湖南省外湘语

#### 广西湘语
广西境内的湘语主要分布在广西东北部的兴安、全州、灌阳、资源和龙胜五县，主要属于湘语永全片，其他市县也有湘语方言岛分布。资源和龙胜有所谓的“新化话”和“溆浦话”，分别来源于湘语娄邵片和辰溆片。这一地区还有与湘语不同的湘南土话、桂北平话分布。

#### 贵州湘语
貴州境內的湘方言分相隔很遠的東西兩部分: 
 
贵州湘语東分布带主要位于在黔東南州天柱東部清水江沿岸白市、河東等鄉鎮，和湖南境內鍬里地區的酸湯話連成一片。“酸汤话”主要分布在湘黔边界的锹里地区,处于湘语与西南官话的包围之中,有着湘语的底层。从音韵层次上看有相当明显的湘语特征，其古全浊声母字清化多数不送气清音，但全浊仄声特别是古浊入声读送气清音。麻韵三字保留等ia的读音，如：姐，蛇，舍 等字。知章组部分读舌上音[t,th]如朝，竹，充，古日母字读零声母或者泥母。另外用“嘎，嘎哩”完成都与湘语主流相类似。 

贵州湘语西分布带主要位于在西部的晴隆、普安，呈方言島分佈，大概有6萬人使用，使用者被新漢族移民稱為喇叭苗人。喇叭苗人的家譜記載他們祖上是明洪武十三年（1381年）來自湖廣寶慶府城步縣（今湖南邵陽市城步縣）。喇叭苗話屬於婁邵片武邵小片。 
| 例字       | 同（定） | 裁（從） | 盤（並） | 弟（定） | 坐（從） | 敗（並） |
| ---------- | -------- | -------- | -------- | -------- | -------- | -------- |
| 中古聲母   | d        | dz       | b        | d        | dz       | b        |
| 喇叭話     | d        | dz       | b        | d        | dz       | b        |
| 雙峰荷塘话 | d        | dz       | b        | d        | dz       | b        |
| 酸湯話     | t        | ts       | p        | t        | ts       | p        |
| 长沙方言   | t        | ts       | p        | t        | ts       | p        |
| 貴陽話     | tʰ       | tsʰ      | pʰ       | t        | ts       | p        |

#### 四川湘语
四川境内有湖南移民带来的湘方言岛存在，它们分布在46个县。在这些地方仍然保留着部分湘方言的特色，主要集中在四川盆地中部地区，包括德阳市。同时这些方言岛散布在沱江，涪江，长江和嘉陵江沿岸。另外加上湘民后裔分布的地方，新都，邛崃等18个县市，一共63个县市。在四川的湘方言根据声韵的特点也分为新老湘语。四川的“新湘语”如达县的“长沙话”和乐至的“靖州腔”，古全浊声母逢塞音和塞擦音不论平仄，今一般读不送气清音。而老湘语如中江，金堂的“老湘语”以及营山的“安化腔”。此外还有西南官话化的湘方言，自身特点大量丢失，如新派的“永州腔”。
| 例字       | 同（定） | 曹（從） | 平（並） | 弟（定） | 坐（從） | 步（並） |
| ---------- | -------- | -------- | -------- | -------- | -------- | -------- |
| 中古声母   | d        | dz       | b        | d        | dz       | b        |
| 长沙方言   | t        | ts       | p        | t        | ts       | p        |
| 达县新胜话 | t        | ts       | p        | t        | ts       | p        |
| 双峰荷塘话 | d        | dz       | b        | d        | dz       | b        |
| 成都話     | tʰ       | tsʰ      | pʰ       | t        | ts       | p        |

#### 陕西湘语
由于清初从善化府（今长沙）等地的移民，在陕西安康部分中、高山地区形成了大小不一的湘方言岛，其中五处约3万余人至今还保留着新湘语的基本特征。

汉阴田禾由于地理位置闭塞，是保留得最好的湘方言岛之一，根据调查其音韵特征整体接近今天的长益片长株潭小片的新湘语。其古全浊声母白读多数今多读不送清气清音，去声分阴阳，入声派阴去，麻韵三等字有ia的白读，如夜/ia/，爹/tia/，蛇/ʂa/等白读；梗入声保留白读如喫/tɕhia/，滴/tia/等，章组三等字合口读舌面，如猪/tɕy/，说/ɕye/，开口读翘舌音如蛇/ʂa/，疑影洪音合流，庄组与知二读平舌等，这些特征都与今天的长益片有共性。同时这些地方也受到了官话特别是西南官话的影响，比如古全浊声母不送气的特征在文读层消失，声调调值也完全相同对周边的西南官话。陕西湘语可以说是在不断演化和推进中。

#### 安徽湘语
太平天国战争后，清政府为了恢复战后农业生产鼓励移民开垦，将河南、湖北及安徽江北的大量移民迁进皖南。移民带来的各种方言被称为皖南客籍话，湘语就是其中一种。皖南的湘语主要分布在广德的北乡和清溪乡、宁国的南极乡和银丰乡、 南陵的峨岭乡和三里乡及青阳的酉华乡和丁桥乡等地。他们大多来自湖南的长沙、岳阳、益阳、湘潭、湘乡、醴陵等县，相当一部分人是湘军的后代。如今，老年人还说湘语，青年人受江淮官话影响很大，基本上说江淮话。

#### 台湾湘语
台湾的湘语主要分布在各地眷村，使用者多为1949年前后来台的湖南人及其后代。1990年台湾有湖南籍人口182310人，相当一部分人说湘语或带有湘语口音的国语。著名的台湾湖湘人有马英九、宋楚瑜、邰智源、归亚蕾等。而外省人第二代开始已逐渐改说国语，包括湘语在内的台湾外省方言已经接近灭绝。

## 概况

### 共性层次
湘语在历史形成过程中，受到历代官话，以及赣语移民的深刻影响，所以湘语内部展示出了不平衡性，表示出文白异读，语音，词汇层次的等差异。形成各种历来人们在确认一种方言是否属于湘语时判断比较复杂。早期几乎都以声母的发音方法作为标准。如詹伯慧(1985:125)认为：“古浊音系统在相当一部分地区保留得比较完整，古全浊塞音及塞擦音不论平仄都念不送气浊音，而资水下游部分城镇说新湘语，古全浊塞音及塞擦音不论平仄一律念不送气清音。”但随着方言研究的深入，人们发现上述标准存在缺陷。比如在长沙话中也并非所有的古全浊声母字今读塞音，塞擦音声母时，无论平仄一律不送气。有相当多的例外字。
以共性层次来看，判断湘语可以通过这些标准，主要可概括为以下四条：
- 古全浊声母舒声字今逢塞音、塞擦音时，无论清浊，一般都念不送气音；
- 无论是否保留入声，古塞音韵尾[-p]、[t]、[k]均完全消失，也无喉塞音[ʔ]；
- 蟹、假、果摄主元音呈/a/、/o/、/ʊ/序列。
- 声调基本在五至七调，绝大多数去声分阴阳；
- 地域标准：地处湘江，资江流域，沅江中游部分地区，抑或南岭地区，或者是有充分依据证明是由以上地区外迁移民造成的方言岛或方言飞地。

凡是同时符合一、二条标准的方言应判定为湘语，在西南官话划界时应参考第四条，不符合第一条但符合第三条的方言应划入湘语。
| 例字           | 全浊保留 | 全浊清化不送气 | 古入声无塞尾 | 声调           | 地理位置或飞地成因       |
| -------------- | -------- | -------------- | ------------ | -------------- | ------------------------ |
| 长沙方言       |          | ✓              | ✓            | 6              | 湘江流域                 |
| 湘潭方言       |          | ✓              | ✓            | 6              | 湘江流域                 |
| 双峰方言       | ✓        |                | ✓            | 5              | 湘江流域                 |
| 娄底方言       | ✓        |                | ✓            | 5              | 湘江流域                 |
| 东安土话       | ✓        | 6              | ✓            |                | 湘江流域                 |
| 广西龙胜新化话 | ✓        | 4              | ✓            | 清前期新化移民 |                          |
| 陕西安康湘语   |          | 4              | ✓            | ✓              | 清前期长沙湘乡移民       |
| 四川达县湘语   | 6        | 明清移民       | ✓            | ✓              |                          |
| 貴州喇叭苗話   | ✓        |                | ✓            | 5              | 明初寶慶府城步縣軍戶移民 |

### 特性层次
由于形成历史久远内部分化，而且受到其它汉语方言如赣语的影响，湘语内部有比较大的差异。其中最大的差异是中古浊声母的有无。倘以浊声母的有无为标准，可以把湘语分成新老两派或两层，即新湘语和老湘语。所谓新湘语（即长益片）是由于受官话和赣语的影响比较大，在形成过程中明显受到了官话的冲击。相对老湘语（即娄邵片）失去了一些比较古老和特征。老湘语受外部方言影响较小。比如在古汉语中“行”与“走”在现代汉语普通话中变成了“走”和“跑”，而在老湘语得到了保留。如湘乡话中“行路”就是“走路”的意思。由于湖南在宋元经过过战乱以及大规则的移民，致使湘语在历史发展中逐渐在语音上发生了一些明显的变化，形成新老湘语的区别。新老湘语之间差异最大的是语音体系，多数老湘语有系列全浊声母，而新湘语多数读不送气清音。而新老湘语在词汇则部分互通，比如娄底方言和长沙方言。新老湘语之间存在一些过渡性质的方言，比如沅江南大膳镇归属于新湘语长益片，却保留有一套全浊声母。再比如新湘语长益片宁乡灰汤方言的部分知章声母读端，也是受到临近的老湘语湘乡方言的影响。
| 例字      | 走 | 跑 | 一天 | 晚上 | 脸 | 窄    | 不     |
| --------- | -- | -- | ---- | ---- | -- | ----- | ------ |
| 长沙 新湘 | 走 | 跑 | 一天 | 晚上 | 脸 | 窄    | 不     |
| 湘潭 新湘 | 走 | 跑 | 一天 | 夜里 | 脸 | 窄/狭 | 不     |
| 双峰 老湘 | 走 | 走 | 一日 | 夜界 | 面 | 狭    | 不/唔n |
| 娄底 老湘 | 走 | 走 | 一日 | 夜界 | 面 | 狭    | 不     |

## 声韵调

### 声母
湘语声母一般从20-35个声母不等。长益片和衡州片有20-25左右的声母，长沙方言中声母有23个（新派只有20個聲母），益阳老派方言20个声母，新湘语湘阴方言中声母有23个。娄邵片，永全片以及辰溆片由于全浊声母的关系，多数声母比新湘语略多，在30个左右，老湘语双峰（永丰）有28个声母，33个韵母；老湘语邵阳蔡桥声母有33个（不記零聲母Ø）。
| 中古聲母 | 长沙城区 | 湘潭城区 | 益阳城区 | 娄底城区 | 湘乡城关 | 双峰花门 | 祁阳白水 | 东安花桥 | 邵东城关 |
| -------- | -------- | -------- | -------- | -------- | -------- | -------- | -------- | -------- | -------- |
| 全浊声母 |          |          |          | ✓        | ✓        | ✓        | ✓        | ✓        | ✓        |
| 声母数   | 23       | 22       | 23       | 24       | 29       | 29       | 35       | 29       | 29       |

老湘语多数方言点声母系统的保留了中古汉语的全浊声母，在目前不存在争议的湘方言点中，仍保留浊音的有以下这些点，湘乡市，双峰县，衡山县（后山），韶山市，安化县（东坪），冷水江市，新化縣，邵阳市，邵阳县，邵东县，新邵县，武冈市，隆回县（南部），洞口县(黄桥等)，新宁县，城步苗族自治县，祁阳，祁东，辰溪，泸溪，溆浦等地。
中古全浊声母在现代部分湘语保留得比较完整，也是湘语语音上的一大特点也之一。
同吴语类似，湘语的全浊声母的浊度在各个地区并不一样，北部地区的都明显弱于南部地区。尤其是湘语的东部和北部，全浊声母已完全清化。这种现象正是历史上北方官话长期影响的结果。湖南省自古以来一直接受北方和江西两大地区的大量移民有关。赵元任认为长沙方言虽然阳调低沉，听感像似乎有浊音，但实际上是不送气的软清音，相对于老湘而言只能算是假浊音。当然新湘语无全浊声母并非绝对概念，湘潭老派方言以及宁乡流沙河都有弱浊音存在。
此外老湘语全浊声母也在逐渐清化的过程中，比如娄邵片的娄底，双峰，湘乡至少在20世纪30年代全浊入声已经开始清化，甚至完成。邵阳，邵东，隆回，安化（东坪）的全浊入声字保留浊音的几乎不到1/10。保留得最完整的是永全片的祁东和祁阳，85%的全浊入声字读浊音。事实上即使是全浊舒声字，娄邵片一些方言也开始清化，比如娄底城区一些地方全浊声母都已经变成送气清音，韶山的部分擦音已经清化。所以湘方言的全浊声母正在不平衡的清化过程中。

湘方言全浊声母保留概况：
| 方言片 | 代表方言点   | 方言中存在的浊声母    | 浊声母的来源                                                                     |
| ------ | ------------ | --------------------- | -------------------------------------------------------------------------------- |
| 长益片 | 长沙         | z                     | 日母文读z，其它全部清化。                                                        |
| 长益片 | 沅江         | z                     | 日母文读z，中古“从邪崇澄船禅”六母浊擦音部分读z。其它全部清化。                   |
| 长益片 | 沅江南大膳镇 | z,b,d,ʣ,ʥ,g           | z保留得较多，但b,d,ʣ,ʥ,g清化明显                                                 |
| 长益片 | 岳阳荣家湾   | bʱ,dʱ,ʣʱ,ʥʱ,gʱ        | 中古次清和全浊声母读送气浊音                                                     |
| 娄邵片 | 韶山         | b,d,g,dz,dʐ,ʥ,ɣ       | 中古全浊声母在舒声韵逢浊塞音，浊塞擦音，读浊音，但部分浊擦音清化。入声韵全部清化 |
| 娄邵片 | 双峰         | b,d,g,dz,dʐ,ʥ,ʑ,ɣ     | 中古全浊声母在舒声韵中浊音基本上保留，入声韵中清化                               |
| 娄邵片 | 邵阳（长乐） | b,d,g,dz,dʐ,ʥ,v,z,ʑ,ɦ | 中古全浊声母在舒声韵中浊音基本上保留，入声韵中清化                               |
| 永全片 | 祁东         | b,d,g,ʤ,v,z,ɣ         | 中古全浊声母在舒声韵和入声韵中，无论塞音，塞擦音，擦音都保留浊音。               |
| 永全片 | 全州         | b,d,g,dz,ʥ,z,ʑ        | 古全浊声平在塞音，塞擦音中基本保留浊音，擦音部分保留，部分清化。                 |
| 辰溆片 | 溆浦         | b,v,d,dz,z,dʐ,ʐ,ʥ,g   | 中全浊声母逢塞音，塞擦音在平声中保留浊音，在仄声中清化；浊擦音全部清化。         |
| 辰溆片 | 辰溪         | b,v,d,dz,z,dʐ,ʐ,ʥ,g   | 中全浊声母逢塞音，塞擦音在平声中保留浊音，在仄声中清化；浊擦音全部清化。         |
| 辰溆片 | 泸溪         | b,v,d,dz,dʐ,ʐ,ʥ,ʑ,g   | 中全浊声母逢塞音，塞擦音在平声中保留浊音，在仄声中清化；浊擦音全部清化。         |

湘语的全浊清化过程并不是平衡的，相对于长益片的彻底清化，娄邵片全浊入声字已经全部清化，但全浊舒声字保留比较完整。而辰溆片则仅仅只在平声中保留部分浊声母。永全片的浊声母比如祁东，无论是在全浊舒声或是入声中都保留的比较完整。但全州在擦音中也开始清化。
新老派湘语舒声字和入声字中全浊声母的保留状况：
湘语全浊声母清化是从全浊入声开始的，大原则是平不送气而仄声特别是全浊入声的清化送气是湘语底层的特征。湘语中的双峰、湘乡泉塘、娄底、新化、安化东坪、安化梅城、宁乡老粮仓、会同、韶山、衡山前山、后山、泸溪等地古全浊入声字送气达到60%以上。而且老湘语多于新湘语，口语音比读书音多，不发达地区，乡村，城郊比大城市多，说明城市受北方官话影响之后而特征消失的快。新湘语，特别是大城市的新湘语，由于受到官话的影响，这一特征在慢慢剥落。所以新湘语：“平仄都不送”的特点，但实际上应为“平声不送气，仄声部分送气，特别是浊入声送气”，只是被平送仄不送的官话影响之后，演变成平仄都不送。此外益阳沅江一带，古“从邪澄崇船禅”母舒声字除止摄开口三等支脂之韵读外，其他大部分都读边音，这是益沅小片的特征之一。古全浊声母清化后无论舒入都读送气清音，这种情况主要出现在湘中的娄底市以及与娄底市毗邻的湘乡市、双峰县的少部分乡村。衡州片衡山话比较特殊，和北方官话一样，全浊清化之后是平送仄不送。
| 项目     | 长益片   | 长益片   | 长益片   | 娄邵片   | 娄邵片   | 衡州片   | 永全片   | 永全片   | 辰溆片   |
| 中古聲调 | 长沙城区 | 湘潭城区 | 益阳城区 | 娄底城区 | 湘乡城关 | 衡阳城区 | 祁阳白水 | 东安花桥 | 泸溪浦市 |
| -------- | -------- | -------- | -------- | -------- | -------- | -------- | -------- | -------- | -------- |
| 全浊平声 | −        | −        | −        | +        | +        | -        | +        | +        | +        |
| 全浊上声 | -        | -        | -        | +        | +        | -        | +        | +        | -        |
| 全浊去声 | -        | -        | -        | +        | +        | -        | +        | +        | -        |
| 全浊入声 | -        | -        | -        | -        | -        | -        | +        | +        | -        |

#### 浊入送气
古全浊入声字清化后大多数读送气音，在湘方言中分布广泛，不仅广泛存于在娄邵片及辰溆片，而且衡州片及长益片的部分地点也存在这种现像。就口语常用字而言，湘方言绝大多数地方古全浊入清化后送气占优势，但是衡阳、长沙市区、长沙县、邵阳却例外，而三地又正好是受官话影响较大的城市。长益片和娄邵片湘语全浊入声送气音的比例，城市少乡镇多，新湘语少老湘语多。说明这种过程是一种语言底层的读音，新湘语受到了官话的侵蚀而慢慢失去了自身的特点。

#### 全浊特殊读法
部分全浊声母，包括舌齒音濁聲母，如从邪澄床崇禅母今读边音(l)或叫流音化，是长益片益阳方言最具特色的地方之一。古全浊声母读边音的区域以益阳话、桃江话、沅江话、安化梅城话为主要区域。分布于益阳市城区（赫山区和资阳区）、桃江县、沅江县、安化县以及常德市汉寿县的军山铺、百禄桥等地，如“钱连不分，寿路不分，陈龙不分，蛇茶不分”。此外桃江县马迹塘以及安化县羊角塘比较特殊，古定母字也读l，比如地li，桃lau等。属于长益片长株潭小片的南县话全浊声母读边音的情况比益阳其他地区的方言的此类情况少，更接近于长沙话。目前由于受到中国官方语言普通话以及湖南省强势方言长沙话的影响，益阳方言受到一些影响，部分新词不再读边音，或者一些边音字变为两种读法共存。在桃江，汉寿，安化交汇点的三堂街话更加特殊，中古全浊声母多读为零声母。这与浊音清化的规律不符，也与湘方言其他地方读音相异。这是声母受主元音或介音的影响，或同化或异化的结果。
| 例字     | 才（从） | 赵（澄） | 柴（崇） | 蛇（船） | 寻（邪） | 常（禅） |
| -------- | -------- | -------- | -------- | -------- | -------- | -------- |
| 中古声母 | ʣ        | ȡ        | ʤ        | ʥ        | z        | ʑ        |
| 长沙方言 | ʦa13     | ʦau45    | ʦa13     | sə13     | ʨin13    | sã13     |
| 益阳方言 | lai24    | lau21    | lai24    | la24     | lin24    | lɔ̃24     |

### 韵母
湘语一般有30-40个左右的韵母，比如娄底方言一共有40个韵母，益阳方言有35个韵母，而长沙方言老派有40个韵母，新派有38个韵母，宁乡花明楼有33个韵母。相对于闽南语和客家话70-80个韵母而言（标准音闽南语厦门话声母：76），由于入声在湘语中的失落，以及咸山摄闭口韵的消失合并，所以湘语韵母明显相对比这些方言少。鼻化韵尾也是湘语的一个特色，在长沙方言，娄底方言等阳声韵中多过半数为鼻化韵。而南昌赣语，北京官话，成都官话都没有鼻化韵。
| 中古聲母 | 长沙湘语 | 益阳湘语 | 娄底湘语 | 湘乡湘语 | 南昌赣语 | 成都官话 | 北京官话 |
| -------- | -------- | -------- | -------- | -------- | -------- | -------- | -------- |
| 韵母数   | 37       | 36       | 40       | 39       | 65       | 36       | 39       |
| 阳声韵   | 10       | 11       | 18       | 17       | 19       | 13       | 16       |
| 鼻化韵尾 | 7        | 8        | 9        | 9        | 0        | 0        | 0        |

娄底方言的韵母布局：
|        | 阴声韵 | 阴声韵 | 阴声韵 | 阴声韵 | 阴声韵 | 阴声韵 | 阴声韵 | 阳声韵 | 阳声韵 | 阳声韵 | 鼻化韵 | 鼻化韵 | 鼻化韵 | 鼻化韵 | 鼻化韵 |
| ------ | ------ | ------ | ------ | ------ | ------ | ------ | ------ | ------ | ------ | ------ | ------ | ------ | ------ | ------ | ------ |
| 开口呼 | ɿ 字   | a 打   | e 杯   | ʊ 波   | o 巴   | ɤ 包   | ɤu 度  |        | ɔŋ 讲  | ɤŋ 帮  | ã 减   | ẽ 更   | ɔ̃ 生   |        | n 你   |
| 齐齿呼 | i 齐   | ia 甲  | ie 页  | io 周  | iɔ 蛇  | iɤ 斗  |        | in 平  | iɔŋ 良 | iɤŋ 雄 |        |        | iɔ̃ 星  | ĩ 边   | m 姆   |
| 合口呼 | u 谷   | ua 快  | ue 盖  |        |        |        | ui 贵  | un 粉  | uɔŋ 网 | uɤŋ 亡 | uã 番  | uẽ 甘  |        | uĩ 全  | ŋ 我   |
| 撮口呼 | y 水   |        | ye 说  |        |        |        | yi 吹  | yn 军  |        |        |        |        |        | yĩ 川  |        |

中派长沙方言韵母布局：
|        | 阴声韵 | 阴声韵 | 阴声韵 | 阴声韵 | 阴声韵 | 阴声韵 | 阴声韵 | 阴声韵 | 阴声韵 | 阳声韵 | 阳声韵 | 阳声韵 | 鼻化韵 | 鼻化韵 | 鼻化韵 |
| ------ | ------ | ------ | ------ | ------ | ------ | ------ | ------ | ------ | ------ | ------ | ------ | ------ | ------ | ------ | ------ |
| 开口呼 | ɿ 字   | ʅ 是   | ɔ 麻   | ə 社   | ʊ 波   | a 海   | ye 嘴  | au 草  | əu 走  | ən 本  | a~ 班  | oŋ 红  | õ 搬   | ǝ̃ 扇   | n 你   |
| 齐齿呼 | i 齐   |        | iɔ 提  | ie 页  | iw 脚  |        |        | iau 笑 | iəu 有 | iən 兵 | iE~ 亮 | ioŋ 勇 |        | i~ 天  | m 姆   |
| 合口呼 | u 谷   |        | uo 夸  | uə 国  |        | ua 块  | uei 跪 |        |        | uən 问 | ua~ 万 |        |        |        |        |
| 撮口呼 | y 煮   |        | yo 抓  | ye 热  |        | yai 甩 | yeI 水 |        |        | yn 军  | ya~ 窗 |        |        | yẽ 专  |        |

### 声调
湘语一般有5-7个声调。多数平声去声分阴阳，少数去声不分阴阳。即一般为“阴平、阳平、上声、阳去、阴去、入声”六声调。
| 方言点       | 所属片   | 阴平  | 阳平  | 上声 | 阴去      | 阳去 | 阴入 | 阳入 |
| ------------ | -------- | ----- | ----- | ---- | --------- | ---- | ---- | ---- |
| 长沙市城区   | 长益片   | 33    | 13    | 41   | 45        | 21   | 24   | -    |
| 长沙黎托乡   | 长益片   | 33    | 13    | 41   | 45        | 21   | 24   | -    |
| 望城铜官渡   | 长益片   | 33    | 13    | 41   | 45        | 21   | 24   | -    |
| 长沙县江背   | 长益片   | 33    | 13    | 41   | 45        | 21   | 24   | -    |
| 长沙县青山镇 | 长益片   | 33    | 13    | 41   | 45        | 21   | 24   | -    |
| 长沙县开慧   | 长益片   | 33    | 13    | 24   | 55        | 11   | 42   | -    |
| 长沙县青山铺 | 长益片   | 33    | 13    | 42   | 55        | 11   | 24   | -    |
| 长沙县唐田   | 长益片   | 33    | 13    | 42   | 55        | 11   | 24   | -    |
| 长沙县安沙   | 长益片   | 33    | 13    | 42   | 55        | 11   | 24   | -    |
| 宁乡灰汤     | 长益片   | 33    | 13    | 41   | 55        | 21   | 24   | -    |
| 宁乡花明楼   | 长益片   | 33    | 13    | 41   | 55        | 21   | 24   | -    |
| 宁乡枫木桥   | 长益片   | 33    | 13    | 41   | 55        | 21   | 24   | -    |
| 宁乡偕乐桥   | 长益片   | 33    | 13    | 41   | 55        | 21   | 24   | -    |
| 浏阳镇头镇   | 长益片   | 33    | 13    | 42   | 45        | 21   | 24   | -    |
| 湘潭城区     | 长益片   | 33    | 12    | 42   | 55        | 21   | 24   | -    |
| 湘潭中路辅   | 长益片   | 33    | 12    | 42   | 55        | 21   | 24   | -    |
| 湘潭花石     | 长益片   | 33    | 12    | 42   | 45        | -    | 24   | -    |
| 湘潭白石     | 长益片   | 33    | 12    | 42   | 45        | -    | 24   | -    |
| 湘潭青山桥   | 长益片   | 55    | 13    | 33   | 35        | 22   | 24   | -    |
| 湘潭禾村     | 长益片   | 55    | 11    | 33   | 35        | 11   | 24   | -    |
| 株洲城区     | 长益片   | 33    | 13    | 41   | 45        | 21   | 24   | -    |
| 湘阴县城     | 长益片   | 44    | 13    | 52   | 45        | 21   | -    | -    |
| 湘阴东塘     | 长益片   | 44    | 13    | 42   | 45        | 21   | -    | -    |
| 湘阴长康镇   | 长益片   | 44    | 13    | 42   | 55        | 21   | -    | -    |
| 益阳赫山区   | 长益片   | 33    | 13    | 41   | -         | 21   | 55   | -    |
| 益阳岳家桥   | 长益片   | 33    | 13    | 41   | 13白/55文 | 21   | 24   | -    |
| 益阳牌口乡   | 长益片   | 33    | 13    | 41   | 55        | 21   | 24   | -    |
| 汨罗城关     | 长益片   | 33    | 13    | 42   | 45        | 21   | -    | -    |
| 汨罗长乐     | 长益片   | 33    | 13    | 24   | 45        | 21   | -    | -    |
| 汨罗大荆     | 长益片   | 33    | 13    | 42   | 55/35     | 11   | 44   | -    |
| 岳阳君山     | 长益片   | 33/35 | 13    | 31   | 24        | 22   | 45   | -    |
| 岳阳张谷英镇 | 长益片   | 33    | 13    | 31   | 45/24     | 11   | 53   | 22   |
| 岳阳筻口镇   | 长益片   | 33    | 24    | 42   | 35        | 21   | 5    | -    |
| 岳阳荣家湾   | 长益片   | 33    | 13    | 42   | 45/24     | 21   | 5    | 22   |
| 岳阳黄沙街   | 长益片   | 33    | 13    | 52   | 45/24     | 31   | 5    | 22   |
| 岳阳花苗     | 长益片   | 33    | 13    | 42   | 45        | 21   | 5    | -    |
| 岳阳毛田     | 长益片   | 33    | 13    | 42   | 45        | 21   | 5    | -    |
| 湘乡城关     | 娄邵片   | 55    | 13/24 | 21   | 45/35     | 33   | -    | -    |
| 湘乡泉塘     | 娄邵片   | 55    | 13/24 | 21   | 45/35     | 33   | -    | -    |
| 湘乡白田     | 娄邵片   | 55    | 13/24 | 21   | 45/35     | 33   | -    | -    |
| 湘乡东郊     | 娄邵片   | 55    | 13/24 | 21   | 45/35     | 33   | -    | -    |
| 湘乡棋梓     | 娄邵片   | 55    | 13/24 | 21   | 45/35     | 33   | -    | -    |
| 湘乡翻江     | 娄邵片   | 33    | 13    | 42   | 45        | 21   | 24   | -    |
| 湘乡壶天     | 娄邵片   | 44    | 13    | 42   | 45        | 21   | -    | -    |
| 湘乡金薮     | 娄邵片   | 33    | 13    | 42   | 45        | 21   | 24   | -    |
| 湘乡金石     | 娄邵片   | 33    | 13    | 42   | 45        | 21   | 24   | -    |
| 双峰县城     | 娄邵片   | 55    | 23    | 21   | 35        | 33   | -    | -    |
| 双峰梓门桥   | 娄邵片   | 55    | 13/23 | 21   | 35/24     | 33   | -    | -    |
| 双峰甘棠镇   | 娄邵片   | 55    | 13    | 21   | 35        | 33   | -    | -    |
| 双峰荷叶镇   | 娄邵片   | 55    | 12/22 | 31   | 35/25     | 23   | -    | -    |
| 双峰花门镇   | 娄邵片   | 55    | 13    | 31   | 35        | 33   | -    | -    |
| 衡山后山     | 娄邵片   | 55    | 11    | 44   | 35        | 13   | -    | -    |
| 安化梅城     | 娄邵片   | 33    | 13    | 31   | 45/25     | 21   | -    | -    |
| 安化冷市镇   | 娄邵片   | 33    | 13    | 21   | 45/24     | 11   | -    | -    |
| 安化东坪     | 娄邵片   | 33    | 13    | 21   | 45        | 11   | -    | -    |
| 娄底城区     | 娄邵片   | 44    | 13    | 42   | 35        | 11   | -    | -    |
| 娄底双江     | 娄邵片   | 44    | 13    | 42   | 35        | 11   | 33   | -    |
| 娄底茶园     | 娄邵片   | 44    | 13    | 31   | 34        | 11   | -    | -    |
| 涟源桥头河   | 娄邵片   | 44    | 13    | 53   | 24        | 11   | 33   | -    |
| 涟源杨家滩   | 娄邵片   | 55    | 13    | 31   | 35        | 33   | -    | -    |
| 新化洋溪     | 娄邵片   | 33    | 13    | 21   | 45        | 24   | -    | -    |
| 邵阳城区     | 娄邵片   | 55    | 12    | 42   | 35        | 24   | 33   | -    |
| 邵东城关     | 娄邵片   | 55    | 11    | 21   | 35        | 24   | -    | -    |
| 邵东灵官殿   | 娄邵片   | 45    | 12    | 33   | 35        | 24   | -    | -    |
| 邵东水东江   | 娄邵片   | 55    | 12    | 32   | 35        | 24   | -    | -    |
| 新邵酿溪镇   | 娄邵片   | 55    | 12    | 42   | 45        | 24   | 33   | -    |
| 新邵坪上镇   | 娄邵片   | 44    | 12    | 31   | 45        | 24   | -    | -    |
| 洞口黄桥     | 娄邵片   | 44    | 13    | 21   | 35        | 24   | -    | -    |
| 武冈城关     | 娄邵片   | 44    | 12    | 31   | 45        | 13   | -    | -    |
| 绥宁城关     | 娄邵片   | 24    | 412   | 33   | 55        | 11   | -    | -    |
| 会同小河     | 娄邵片   | 212   | 31    | 24   | 45        | 33   | -    | -    |
| 衡阳市区     | 衡州片   | 45    | 11    | 33   | 213       | 24   | 22   | -    |
| 衡山夹山     | 衡州片   | 33    | 11    | 44   | 35        | 13   | -    | -    |
| 衡山马迹     | 衡州片   | 55    | 11    | 33   | 324       | 213  | -    | -    |
| 衡阳金兰     | 衡州片   | 45    | 11    | 33   | 24        | 213  | 22   | -    |
| 衡山前山     | 衡州片   | 33    | 11    | 13   | 55        | 13   | 24   | -    |
| 东安高峰     | 永全片   | 53    | 13    | 55   | 35        | 24   | 33   | -    |
| 东安花桥     | 永全片   | 33    | 13    | 55   | 35        | 24   | 42   | -    |
| 冷水滩普利桥 | 永全片   | 24    | 13    | 55   | 35        | -    | 53   | -    |
| 冷水滩杉木桥 | 永全片   | 44    | 13    | 35   | 32        | 213  | 33   | -    |
| 祁东城关     | 永全片   | 55    | 12    | 453  | 324       | 213  | 22   | -    |
| 祁东步云桥镇 | 永全片   | 33    | 11    | 343  | 323       | 213  | 33   | 213  |
| 祁阳城关     | 永全片   | 55    | 11    | 53   | 35        | 33   | -    | -    |
| 兴安城关     | 永全片   | 33    | 212   | 54   | 35        | -    | -    | -    |
| 全州才湾     | 永全片   | 34    | 23    | 54   | 24        | -    | -    | -    |
| 溆浦城关     | 辰漵片   | 44    | 213   | 35   | 34        | 53   | -    | -    |
| 溆浦龙潭     | 辰漵片   | 55    | 13    | 11   | 35        | -    | -    | -    |
| 辰溪城关     | 辰漵片   | 45    | 13    | 42   | 213       | 55   | -    | -    |
| 泸溪城关     | 辰漵片   | 45    | 13    | 42   | 213       | 55   | -    | -    |
| 达县新胜     | 四川湘语 | 44    | 13    | 51   | 55/24     | 21   | -    | -    |
| 仪陇新城     | 四川湘语 | 55    | 22    | 52   | 24        | -    | -    | -    |
| 德阳黄许     | 四川湘语 | 44    | 21    | 51   | 24        | -    | -    | -    |
| 汉阴蒲溪     | 陕西湘语 | 44    | 21    | 53   | 214       | -    | -    | -    |
| 天柱江東     | 貴州湘语 | 213   | 41    | 55   | 35        | 21   | -    | -    |
| 晴隆魯打     | 貴州湘语 | 44    | 21    | 31   | 35        | -    | 213  | -    |

| 类型     | 阴平 | 阳平 | 上声 | 阴去      | 阳去 | 阴入 | 阳入 | 主要分布区域 |
| -------- | ---- | ---- | ---- | --------- | ---- | ---- | --- | --- |
| 長沙型   | 33   | 13   | 41   | 45        | 21   | 24   | | 以長沙话为代表，以长、株、潭三大城市為中心，包括其周边的市县，还有娄底城区、益阳岳家桥以及湘乡等地的一小部分地区。           |
| 益阳型   | 33   | 13   | 41   | 13白/55文 | 21   | 55   | 以益阳话为代表，调值大体类似于长沙。包括益阳城区、沅江、桃江、安化、湘阴、汨罗以及南县等地。               | |
| 荣家湾型 | 33   | 13   | 42   | 45 24     | 21   | 5    | 22 | 以岳阳的荣家湾话为代表，入声分阴阳，去声按送气与否分阴去及次阴去。包括岳阳的荣家湾、黄沙街、君山等地，及相邻的汨罗大荆等地。 |
| 衡阳型   | 44   | 11   | 33   | 23        | 24   | 22   | | 以衡阳话为代表，有独立入声调22。是衡州片的典型调值。分布于衡阳、衡山、祁东等地。                                             |
| 双峰型   | 55   | 13   | 21   | 35        | 33   |      | 以双峰话为代表，无入声。是老湘语的典型调值。分布于老湘语区的湘乡、双峰、涟源、娄底茶园以及安化西南部等地。 | |
| 邵阳型   | 55   | 12   | 42   | 35        | 24   | 33   | 以邵阳话为代表，部分有独立入声调33。分布于老湘语区的新邵、邵阳、洞口、武冈等地。                           | |
| 东安型   | 33   | 13   | 55   | 35        | 24   | 42   | 以东安话为代表，部分有独立入声调42或者33。分布于永全片的永州、东安、全州、兴安等地。                       | |

#### 入声调
入声是中古调类的一种，以促音收尾。在湘语的入声多数无塞尾韵，按照辅音韵尾来说，湘语的入声已经名存实亡。但做为调类独立存。湘语的入声可以看成是演化的最后阶段。。湘方言的入声仅仅能够称为入声调，而保留入声调的湘方言多为新湘语。如2006年的方言调查中发现259个常用入声字，在长沙方言中95%的古入声字独立成调。长株潭小片的绝大多数方言（如长沙），甚至上宁乡话（灰汤）和湘乡部分方言（如金薮）都有调值为24的独立入声调。新湘语益沅小片方言入声消失，派入阴去，如汨罗话，湘阴话，益阳话，沅江话等，调值45。岳阳县荣家湾以及其附近的黄沙街，毛田等地，都有独立入声调，并且有喉塞韵尾，而且部分地区入声分阴阳，阴入短促5，而阳入比较舒缓22。可能是由于赣语的影响。在老湘语娄邵片中，入声字分化比较严重，娄底，湘乡，双峰，涟源，新化，安化等多数地区入声调消失。而古入声字按声母清浊派入两個不同调类。比较娄底城区方言，清入字派入阳平45，浊入字派入阴去35，入声做为调类彻底消失。双峰的情况也于娄底类似。但值得一提的是，并非所有的老湘语的入声都消失，比如娄底方言中双江，小碧等地部分保留入声，独立成调，调值为中平调33。此外邵阳一些地方也保留了独立的入声调33。在永全片以及衡州片的祁东，祁阳，衡阳，衡南方言中，有一半左右的入声字已经归派到其它调类。多数是清入字多读入声，而浊入字多读阳平。在永州花桥和高峰土话中，也保留了部分入声调。

#### 平声
多数湘语的阴平为中平调33或者高平调44，55。湘方言多数代表点的阳平调值低沉，为低升调12/13或者低平调11，而在四川的湘语点的阳平为低降调21，与西南官话的阳平调值21相吻合，不能不说是西南官话的影响。

#### 上声及去声
新湘语的多数代表点上声为高降调41，52，42，而老湘语的上声多为低降调21。多数湘语的阴去调为中升调35或者高升调45。

#### 送气分调
老湘语湘乡方言阴去按照送气与否又可以分为阴去和次阴去，此外中古次浊声母(m,l,n)与中古入声形成次阳平，不与阳平合并。湘乡城关镇话共有7个单字调，形成“平声三分+上声+去声三分”的格局。次浊阳平不同于全浊阳平，是一个独立的声调，次清去声不同于全清去声，也是一个独立的声调，入声调完全消失。各声调的调值分别是：阴平44、阳平214、次阳平334、上声31、阴去445、次阴去225、阳去33。次阳平包括入声字和浊声母字。此外荣家湾方言也有类似的现象，在送气和不送气分调。
| 声调   | 阴平 | 阳平 | 次阳平 | 上声 | 阴去 | 次阴去 | 阳去 |
| ------ | ---- | ---- | ------ | ---- | ---- | ------ | ---- |
| 调值   | 44   | 214  | 334    | 31   | 445  | 225    | 33   |
| 例字   | 鸡   | 奇   | 吸     | 几   | 记   | 气     | 具   |
| 例字   | 杯   | 排   | 拔     | 摆   | 拜   | 派     | 背   |
| 例字   | 披   | 皮   | 梨     | 比   | 闭   | 屁     | 鼻   |
| 例字   | 都   | 徒   | 毒     | 赌   | 玫   | 兔     | 度   |
| 送气否 | 不送 | 全浊 | 次浊   | 不送 | 不送 | 送气   | 全浊 |

## 音韻特點

### 知章读端
知章读端是很多南方方言声母存古的特征之一，但很多湘方言中知组和章组合流并同时读为端组。但中古的知组(ȶ)和章组(ʨ)来源并不相同，中古的知组(ȶ)与端组(t)同源，而章组(ʨ)则是舌面音。知组读端在南方各地方言比较常见，比如客家方言的“知：ti”，闽南语厦门方言“镇：tin21，陈：tin35/tan35，猪：ti55/tu55，置：ti21”。新老湘语一些方言中，知三章合流并全部读如端，有些学者认为是存古，有些认为是后起现象，并不一致。在长沙方言中，也有极少的字读端组，比如：“置 ti45（白读）”，表示放置，以及：“砧：tin33（砧板）”。
| 方言点 | 中（知） | 畅（彻） | 赵（澄） | 真（章） | 唱（昌） | 城（禅） |
| ------ | -------- | -------- | -------- | -------- | -------- | -------- |
| 湘乡   | tʌn1     | tʰaŋ5    | dao6     | tʌn1     | tʰaŋ5    | dʌo2     |
| 双峰   | tən1     | tʰɔ̃5     | də6      | tien1    | tʰɔ̃5     | dien2    |
| 邵东   | tun1     | tʰaŋ5    | dau6     | tən1     | tʰaŋ5    | dən2     |
| 桃江   | tən1     | tʰɔŋ5    | zɔ6      | tən1     | tʰɔŋ5    | zən2     |
| 娄底   | tɤn1     | tʰɔŋ5    | diɤ6     | tun1     | tʰɔŋ5    | din2     |
| 衡山   | ʨyn1     | ȶʰoŋ5    | ȶou6     | ȶən1     | ȶʰoŋ5    | ȶʰən2    |

汨罗方言的知章读卷舌

汨罗方言少数知三章以及庄组三等字，以及见组三等字读清卷舌塞音 /ʈ/
- 见组：求 /ʈəu/（群母三等），九 /ʈəu/（见母三等），舅 /ʈəu/（群母三等），脚 /ʈo/（见母三等）；
- 知组：真 /ʈən/（知母三等），肠 /ʈoŋ/（澄母三等），胀 /ʈoŋ/（知母三等），虫 /ʈəŋ/（澄母三等），竹 /ʈəu/（知母三等）， 重 /ʈəŋ/（澄母三等）；
- 章组：身 /ʈən/（书母三等）；
- 庄组：装 /ʈoŋ/（庄母三等）。

汨罗方言的知章组的读法非常特殊，存在卷舌声母ʈ，但并不与平舌t相混。读卷舌声母ʈ的字包括见知章庄等字，推测可能是见组细音腭化(ki-ʨi,ʦi-ʨi)，再与读舌面音的知三章(ʨi)以及庄三(ʧi)相混，然后合流(ʨi)再塞化卷舌失去介音(ʈ)的结果。
永州高峰土话的知组读端以及章组的读法：
| 方言点             | 猪（知）      | 锤（澄） | 虫（澄）  | 朱（章） | 吹（昌）  | 誓（禅） |
| ------------------ | ------------- | -------- | --------- | -------- | --------- | -------- |
| 永州高峰土话（湘） | [tiəu]53      | [dy] 13  | [din]13   | [ʨy] 53  | [ʨʰy]53   | [ʥi]213  |
| 厦门方言（闽南）   | [ti]55/[tu]55 | [tui]53  | [thiɔŋ]35 | [tsu]55  | [tshui]55 | [se]21   |

此外在永州东安高峰土话（属于娄邵片）中，也存在知组读端的现象，如：长tiɔ45，重din213，迟di13。但与双峰娄底不同的是，此地方言章组并不合流，章组多读舌面音(ʨ)，和闽南语类似章组和知组存在差别（章组读ts/tsh/s，而知组读t/th）。高峰土话的这种现象可能可能是种存古现象。

### 日母
湘语的日母字的读音层次分明，长益片以零声母ø或混入泥母ȵ最为常见，而文读受到官话影响读浊擦音z或卷舌浊擦音ʐ。益沅小片有读边音l的情况出现。而在娄邵片的湘双小片，日母字零声母或混入泥母。在邵武小片中，除了邵阳城区的多数日母字读z以外，而武冈，城步等地日母字以浊舌面音ʑ最为常见。衡州片情况类似于邵祁小片，但由于全浊声母清化，因此一般为ɕ。永全片中白读常常为泥母n，而文读受到邵衡的影响读ʑ或z。在辰溆片中，日母字一般同官话浊擦音z或卷舌浊擦音ʐ。多数湘方言的日母止摄三等字比较特殊，多数都为零声母。只有永全片部分方言点保留鼻音的读法，如永州东安高峰和花桥等地。

### 见组-晓组
中古的见组及晓组都是舌根音“k,kʰ,g,ŋ,x,γ”，见组细音的腭化发生比较晚。在湘语中部分大城市如长沙城区方言的腭化已经完成，见组细音以及晓组读ʨʰ,ʨ,ɕ（牵,见,现）。见组的二等字洪音字北方官话由于介音的关系腭化，湘语长沙方言受到官话的影响，二等字的腭化才刚刚开始，多数依然读k,kʰ,x（间,鞋,咸）。湘潭话也有类似的情况，见组细音不分清浊全部腭化，如下表中所示。一些老湘语见组的清声母，次清声母的细音字全部腭化，比如娄底话，永丰话（香：ɕiɔŋ,ɕiɔ˜），但浊声母比如匣母字没有腭化，比如“现：γẽ”。
| 例字     | 日  | 人 | 软 | 肉 | 让  | 二 | 热 | 染 |
| -------- | --- | -- | -- | -- | --- | -- | -- | -- |
| 长沙城区 | z/ȵ | z  | ø  | z  | z/ø | ø  | ø  | ø  |
| 湘乡城关 | ø   | ø  | ø  | ø  | ø   | ø  | ø  | ø  |

| 中古聲母       | 见組     | 见組     | 见組     | 见組     | 见組     | 晓組     | 晓組     | 晓組     |
| -------------- | -------- | -------- | -------- | -------- | -------- | -------- | -------- | -------- |
| 代表字         | 甲（见） | 缺（溪） | 极（群） | 验（疑） | 熬（疑） | 香（晓） | 杭（匣） | 现（匣） |
| 长沙（长益片） | kɑ/ʨiɑ   | ʨʰye     | ʨi       | ȵiɛ̃      | ŋau      | ɕiæ̃      | xã       | ɕiɛ̃      |
| 湘潭（长益片） | ʨia      | ʨʰyæ     | ʨʰi      | ȵĩ       | ŋau      | ɕiã      | xɔ̃       | ɕĩ       |
| 永丰（娄邵片） | ka       | ʨʰye     | ʨʰi      | ȵi       | ŋə       | ɕiɔ˜     | γɔ̃       | γẽ       |
| 娄底（娄邵片） | ʨia      | ʦʰi      | ʨʰi      | ȵĩ       | ŋɤ       | ɕiɔŋ     | γɔŋ      | γẽ       |

并不是所有的湘语的见组细音都已经完全腭化，比如老湘语湘乡话见系三四等字白读k,kʰ,g：菊kiei/去kʰi/建kiĩ。双峰方言与湘乡类似。在新湘语中，也有一部分见系不腭化的方言。比如浏阳镇头话：庆kʰin，奇kʰi，经kin，局ky，结kie，价kia，去kie，脚kio，茄kʰia，交kiau，饺kiau，近kin，熊xioŋ，胸xioŋ，凶xioŋ。汨罗方言见系一二等洪音字不腭化，同时细音字多数k,kʰ,h，但也有一部分字腭化，比如：桥kie，戏ɕi，记ki，结kie，祁ʨi，说明腭化正在扩散进行中。疑母字多数湘语是洪音读ŋ，细音混于泥母n。比如长沙方言中：岸ŋã，眼ŋã，艾ŋai（洪音），蚁ȵi，严ȵiɛ̃，业ȵie（细音）。但新湘语中的一些方言受到官话的较大影响，疑母脱落比较严重，比如在娄底话中：语ȵy，寓ȵy，御ȵy，言ȵĩ，宜ȵi，蜈ŋo，误ŋo，衙ŋa，瓦ŋo，在长沙方言中都读零声母。湘乡方言中的疑母保留也得比较好，湘乡方言 玩ŋuan，完ŋuẽ，元ŋuĩ，赝ŋan，雁ŋan，吴/误ŋo，尧ȵiǝ，寓/语/遇ȵy。

## 文白异读
文白异读是汉语方言中一种特有的现象，一些汉字在一些汉语方言中有两种读音。一种是读书识字所使用的语音，称为文读；另一种是平时说话时所使用的语音，称为白读。在中国地区，吴语、闽语的文白异读现象最为频繁复杂。湘语中也有丰富的文白异读。比如长沙话中：蚊/mən33/(白读)、/uən/(文读)，娄底话中：望/mɤŋ/(白读)、/uaŋ/(文读)。其中，假摄三等和梗摄有比较系统的文白异读。
娄底方言以及宁乡方言中的梗摄字的文白异读。
| 类型 | 文读（娄底） | 白读（娄底） | 文读（宁乡） | 白读（宁乡） |
| ---- | ------------ | ------------ | ------------ | ------------ |
| 晴   | tsin         | tsiɔ̃         | tsin         | tsiaŋ        |
| 病   | bin          | biɔ̃          | pin          | piaŋ         |
| 平   | bin          | biɔ̃          | pin          | piaŋ         |
| 声   | ɕin          | ɕiɔ̃          | ʂən          | ʂaŋ          |
| 生   | sẽ           | sɔ̃           | sən          | saŋ          |
| 冷   | nin          | niɔ̃          | lən          | laŋ          |
| 赤   | ʨʰi          | ʨʰiɔ         | tʂʰɿ         | tʂʰa         |
| 石   | ɕi           | ɕiɔ          | ʂɿ           | ʂa           |
| 尺   | ʨʰi          | ʨʰiɔ         | tʂʰɿ         | tʂʰa         |

（老派）长沙话也有记载有类似的文白异读，但现在长沙市城区的新派长沙话的白读已经基本消失了。
其它的文白异读也普遍存在，比如麻韵三等字的读法，长沙方言：爷ie/ia，夜ie/ia，野ie/ia"。

## 词汇
- 晓得：知道。[67]

- 𣕅（pao，音同“炮”）：十

- 𣁳（wa）：舀

- 斢（tiao）：换

- 蟹腥（haxin）：傻子

- 偕（ha）：全

- 模糊（mawu）：脏，不干净

- 鞼（kuai）：掰弯

- 寻（qin）：寻找

- 挦（长沙 /tɕie13/，湘潭 /tɕie12/，益阳 /lie13/，衡阳 /tɕyen11/，娄底 /dzuɪ13/，双峰 /tsue13/，新化 /ʑiɛ13/，邵阳 /dʑye12/，武冈 /dʑyɛ12/，祁阳 /dʑʰyan11/）：拔。[67]

- 筲（长沙 /sau33/，湘潭 /sau55/，益阳 /sau33/，衡阳 /sau45/，娄底 /sɤ44/，双峰 /sau55/，新化 /sɔ45/，邵阳 /sau45/，武冈 /sau45/，祁阳 /sau55/）：指淘米洗菜用的竹器。[67]